# Þrymskviða
La Thrymskvida ou Þrymskviða (« Chant de Thrym » en vieux norrois) est un poème de l’Edda poétique racontant le vol du marteau de Thor par le géant Thrym et sa récupération. Il est d'ailleurs également connu sous le nom d’Hamarsheimt (« Récupération du marteau » en vieux norrois).
Il s'agit d'un poème en trente-deux strophes transmis par le Codex Regius.

## Récit

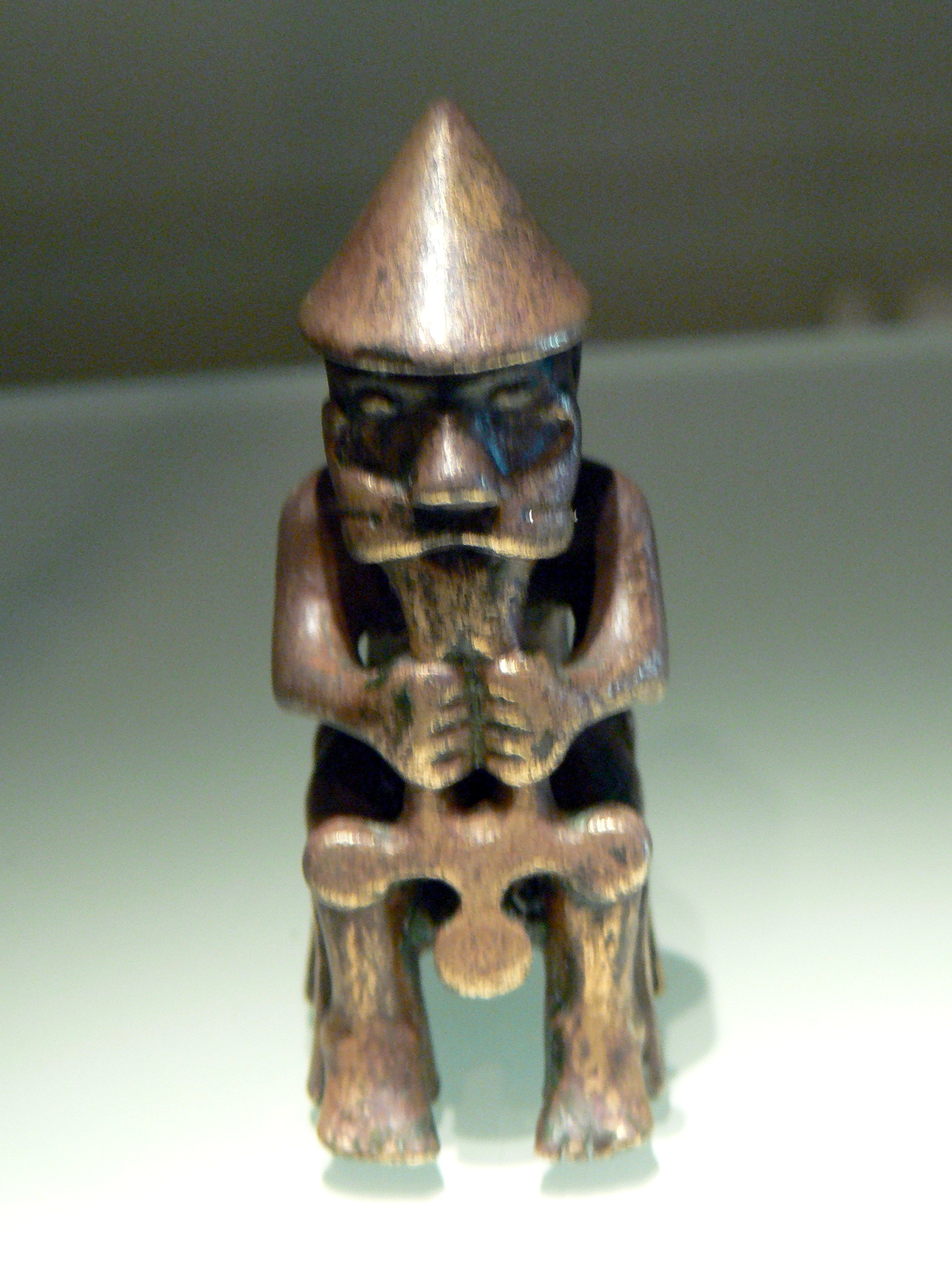
Statuette en bronze de Thor avec son marteau, Muséum national d'Islande, Reykjavik (ca.1000 AD).

Un matin en se réveillant, Thor ne retrouve pas son marteau (strophe 1). Il se confie à Loki et tous deux se rendent chez Freyja, à qui ils demandent son habit de plumes (3). Elle accepte de le leur prêter (4) et Loki vole jusqu'au monde des géants (5). Là siège Thrym (6), avec qui s'engage un dialogue (7). Le géant avoue avoir caché le marteau de Thor, et ne consent à le rendre que si on lui remet Freyja pour femme (8). Loki retourne alors à Ásgard (9). Interrogé par Thor (10), il lui fait part de ce qu'il a appris (11). Les deux dieux retournent chez Freyja, à qui ils demandent de s'apprêter à partir pour le monde des géants (12). Mais celle-ci refuse avec colère et le grand « collier des Brisingar » se rompt (13). Tous les dieux se réunissent alors pour trouver un moyen de récupérer le marteau (14). Heimdall suggère de déguiser Thor en Freyja et de mettre  à son cou le collier (15-16). Dans un premier temps, Thor refuse, craignant que l'on doute de sa virilité (17). Mais Loki fait valoir que si le marteau n'est pas récupéré, les géants envahiront Ásgard (18). Thor se laisse finalement travestir (19). Quant à Loki, il se déguise en servante (20), et tous deux partent pour le monde des géants (21). 
Thrym prépare sa halle pour accueillir Freyja (22), pour qui il éprouve un grand désir (23). Les deux dieux arrivent pour le dîner, au cours duquel Thor dévore entre autres un bœuf et huit saumons, arrosés de trois tonneaux d'hydromel (24). Comme Thrym s'étonne de cet appétit (25), Loki lui explique que Freyja n'a pas mangé depuis huit jours, tant était grande son excitation de venir au monde des géants (26). Voulant embrasser sa fiancée, Thrym est ensuite épouvanté par son regard féroce (27). Loki l'explique par le fait que Freyja n'a pas dormi depuis huit jours, tant était grande son excitation de venir au monde des géants (28). Arrive alors la sœur du géant, qui demande à la supposée Freyja un cadeau de noces (29). Thrym demande ensuite que soit apporté Mjöllnir pour consacrer les fiancés. Le marteau est déposé sur les genoux de Thor (30), qui tue le géant et toute sa famille (31-32)

## L'auteur et son époque

### Un poème récent?
Il y a plusieurs décennies, E. V. Gordon soutenait que la Thrymskvida « avait probablement été composée vers 900 ». L'hypothèse d'une telle ancienneté a été à peu près totalement abandonnée depuis, même si un examen linguistique du texte fait apparaître certaines formes grammaticales archaïques (peut-être délibérément introduites).
De nombreux arguments vont en effet dans le sens d'une composition récente. Le mythe du vol du marteau de Thor n'est ainsi évoqué dans aucune autre source, ni par les scaldes ni par Snorri Sturluson. De plus, la Thrymskvida est composée de nombreux emprunts à d'autres poèmes eddiques. La question « Que se passe-t-il chez les Ases ? Que se passe-t-il chez les Alfes ? » (« Hvat er með ásum? / Hvat er með álfum? »), posée par Thrym à Loki (7), est aussi la question que pose la voyante dans la Völuspá (48) ; une strophe (14) presque entière de la Thrymskvida est reprise des Baldrs draumar (1) et le « Tais-toi, Thor » (« Þegi þú, Þór ») de Loki (18) fait écho aux « Tais-toi » récurrents par lesquels débutent les interventions de Loki puis de Thor dans la Lokasenna. Enfin, la dimension satirique de ce poème laisse aussi supposer une composition tardive, nettement postérieure à la conversion au christianisme (999 en Islande), même si, comme l'a fait remarquer E. O. G. Turville-Petre, « il ne s'ensuit pas nécessairement que ceux qui racontaient des contes humoristiques sur les dieux avaient cessé d'y croire ». 
Un certain consensus semble donc se dégager pour dater ce poème de la fin du XIIe ou du XIIIe siècle.

### Une parodie?
Du fait notamment des multiples emprunts à d'autres textes, certains auteurs ont soutenu l'idée selon laquelle la Thrymskvida serait une œuvre parodique et satirique. C'est en particulier la thèse de Heinrich Matthias Heinrichs. Plusieurs éléments viennent à l'appui de cette hypothèse. Ainsi, deux des principaux dieux du panthéon nordique sont « obligés d'agir d'une façon contraire à leur réputation » (Carolyn Larrington) : Freyja, dont la légèreté des mœurs n'est pas à démontrer, refuse ainsi, outrée, de se marier avec un géant, tandis que Thor, incarnation de la virilité, est obligé de se travestir. La Thrymskvida contient aussi plusieurs scènes burlesques, notamment celle du dîner chez Thrym, qui met en scène la gloutonnerie de Thor, la concupiscence de Thrym et l'esprit de Loki. 

### Un poème de Snorri Sturluson?
Peter Hallberg a défendu la thèse selon laquelle la Thrymskvida serait une création de Snorri Sturluson. Parmi ses arguments figure le fait qu'il est surprenant que Snorri n'évoque pas le mythe du vol du marteau de Thor, malgré sa popularité. Connaissant parfaitement la mythologie nordique, Snorri aurait effectivement été bien placé pour rédiger un pastiche, mais, selon Peter Hallberg, il aurait refusé par scrupules d'évoquer le mythe ainsi inventé dans son Edda. 
Si cette thèse semble avoir la faveur de l'universitaire français Régis Boyer, elle est toutefois considérée avec beaucoup de réserves par la plupart des chercheurs.   

## Sources et postérité

### Des sources obscures
La question des sources de la Thrymskvida a suscité bien des hypothèses. Vieux fond indo-européen ou emprunt récent (à l'Irlande, à la Russie ou même au Moyen-Orient) ont été successivement avancés, sans qu'aucune solution ne réunisse l'approbation d'une majorité de chercheurs.  

### Une postérité nombreuse
Quelle que soit son origine, la Thrymskvida a eu une grande popularité à partir de la fin du Moyen Âge. Des adaptations rimées en forme de ballades (rímur), dénommée Þrymlur, virent le jour en Islande dès le début du XVe siècle. Des chants populaires (folkeviser) furent aussi composés sur ce thème dans tout le monde scandinave, dont un très célèbre au Danemark au XVIe siècle.

## Intérêt mythologique

### Heimdall, un dieu vane?
Lorsque Heimdall suggère à Thor de se déguiser, il est présenté de la façon suivante : « il savait bien l'avenir / comme les autres Vanes ». Or, il n'est nulle part ailleurs fait mention de l'appartenance de ce dieu à la famille des Vanes. Peut-être faut-il comprendre, comme le suggère Régis Boyer, qu'« il savait bien l'avenir comme s'il était l'un des Vanes ». D'ailleurs, dans sa traduction de l'Edda, Carolyn Larrington a choisi de traduire par « il peut voir l'avenir comme les Vanes le peuvent aussi » (en anglais, emploi de la conjonction as plutôt que like). De toutes les façons, cette phrase ajoute encore un peu plus de confusion au dossier de celui que Jan de Vries a qualifié de « dieu énigmatique ».

### Vár, déesse du mariage
Vár est une déesse dont Snorri Sturluson dit (Gylfaginning, 35) qu'elle « écoute (...) les accords que passent entre eux les hommes et les femmes » et « punit ceux qui ne tiennent pas parole ». En dehors de Snorri, la Thrymskvida est la seule source où cette déesse est mentionnée. Elle est en effet invoquée par Thrym qui demande que son union avec Freyja soit consacrée « par la main de Vár » (30), dont le rôle en tant que déesse du mariage est en conséquence confirmé.

### Mjöllnir, instrument de consécration
Si la Thrymskvida montre la fonction usuelle de Mjöllnir — arme redoutable destinée à massacrer les géants, elle met aussi en évidence une autre de ses fonctions : c'est en effet pour « consacrer la fiancée » que Thrym fait apporter le marteau. Se trouve ainsi confirmé le rôle de Mjöllnir en tant qu'instrument de consécration, lié au culte de la fécondité, ce que laissaient déjà supposer des gravures rupestres de l'âge du bronze (ainsi celle de Hvitlycke, en Suède, représentant un homme et une femme accouplés avec, surgissant derrière eux, un homme gigantesque brandissant une hache ou un marteau).

## Interprétations psychanalytiques
Des interprétations psychanalytiques de la Thrymskvida ont été proposées. Selon Richard Perkins, Mjöllnir serait un symbole  phallique et le poème évoquerait donc la perte puis le recouvrement par Thor de sa virilité. Dans une perspective jungienne, John McKinnellvoit quant à lui dans la perte du marteau la peur pour l'homme de perdre sa virilité, tandis que le bris du collier des Brísingar (attribut de Freyja que la déesse casse dans sa colère lorsqu'elle se voit demander d'épouser un géant) représenterait la crainte pour la femme de la trahison masculine.